# Kanton Le Havre-2
Kanton Le Havre-2 is een kanton van het Franse departement Seine-Maritime. Het kanton maakt deel uit van het arrondissement Le Havre. Het telde 34 782 inwoners in 2017.

## Gemeenten
Na de herindeling van de kantons bij decreet van 27 februari 2014, met uitwerking op 22 maart 2015, omvat het kanton Le Havre-2 : 
- het noordelijk deel van de gemeente Le Havre,

en de gemeenten : 
- Harfleur
- Montivilliers